# Live at the Apollo 1995
Live at the Apollo 1995 é um álbum ao vivo do músico James Brown. Foi gravado no Apollo Theater no bairro do Harlem em Nova Iorque. Ao contrário do que diz o título, o álbum foi gravado em 1994, 32 anos após o primeiro Live at the Apollo. Inclui uma faixa de estúdio, "Respect Me".
Live at the Apollo 1995 foi o último álbum gravado ao vivo por James Brown.

## Faixas
| N.º            | Título                                                           | Duração |  |
| 1.             | "Intro"                                                          | 1:59    |  |
| 2.             | "Cold Sweat (Part 1)"                                            | 4:54    |  |
| 3.             | "Gonna Have a Funky Good Time"                                   | 3:51    |  |
| 4.             | "It's A Man's World"                                             | 11:19   |  |
| 5.             | "Get Up Offa That Thing"                                         | 3:41    |  |
| 6.             | "Try Me"                                                         | 3:47    |  |
| 7.             | "The Payback"                                                    | 0:36    |  |
| 8.             | "Hot Pants (She Got to Use What She Got, to Get What She Wants)" | 1:49    |  |
| 9.             | "Prisoner of Love"                                               | 1:36    |  |
| 10.            | "Papa's Got a Brand New Bag"                                     | 4:43    |  |
| 11.            | "Living in America"                                              | 3:49    |  |
| 12.            | "Make It Funky"                                                  | 8:04    |  |
| 13.            | "Get on the Good Foot"                                           | 2:38    |  |
| 14.            | "Georgia On My Mind"                                             | 2:35    |  |
| 15.            | "Georgia-Lina"                                                   | 4:39    |  |
| 16.            | "I Got You (I Feel Good)"                                        | 2:36    |  |
| 17.            | "Please, Please, Please"                                         | 3:01    |  |
| 18.            | "Get Up (I Feel Like Being a) Sex Machine"                       | 5:16    |  |
| 19.            | "Respect Me (New Bonus Track)"                                   | 3:41    |  |
| Duração total: | Duração total:                                                   | 74:43   |  |